# Lista tomów serii Frieren. U kresu drogi
Ten artykuł zawiera listę tomów serii Frieren. U kresu drogi napisanej przez Kanehito Yamadę i zilustrowanej przez Tsukasę Abe, ukazywanej w magazynie „Shūkan Shōnen Sunday” wydawnictwa Shōgakukan od 28 kwietnia 2020. Pierwszy tom tankōbon ukazał się 18 sierpnia 2020, natomiast według stanu na 18 marca 2025, do tej pory wydano 14 tomów.
W Polsce seria ukazuje się nakładem wydawnictwa Studio JG od 12 maja 2023.
| Nr | Język japoński       | Język japoński         | Język polski         | Język polski           |
| Nr | Data wydania         | ISBN                   | Data wydania         | ISBN                   |
| --- | -------------------- | ---------------------- | -------------------- | ---------------------- |
| 1 | 18 sierpnia 2020     | ISBN 978-4-09-850180-9 | 12 maja 2023         | ISBN 978-83-8257-125-7 |
| Lista rozdziałów - 001. Koniec przygody (jap. 冒険の終わり Bōken no owari) - 002. Kłamstwo kapłana (jap. 僧侶の嘘 Sōryo no uso) - 003. Ziele błękitnego księżyca (jap. 蒼月草 Sōgetsu sō) - 004. Sekret maga (jap. 魔法使いの隠し事 Mahōtsukai no kakushikoto) - 005. Zabójcza magia (jap. 人を殺す魔法 Hito wo koroshimahō) - 006. Obchody Nowego Roku (jap. 新年祭 Shin nen sai) - 007. Kraina, gdzie dusze śpią (jap. 魂の眠る地 Tamashii no nemuruchi) |                      |                        |                      |                        |
| 2 | 16 października 2020 | ISBN 978-4-09-850181-6 | 18 lipca 2023        | ISBN 978-83-8257-214-8 |
| Lista rozdziałów - 008. Jedna setna (jap. 百分の一 Hyakubun no ichi) - 009. Widma umarłych (jap. 死者の幻影 Shisya no genei) - 010. Smok słoneczny (jap. 紅鏡竜 Kōkyō ryū) - 011. Wioskowy bohater (jap. 村の英雄 Mura no eiyū) - 012. Północna rogatka (jap. 北方の関所 Hoppō no sekisho) - 013. Święto Wyzwolenia (jap. 解放祭 Kaihōsai) - 014. Bestie mówiące ludzkim językiem (jap. 言葉を話す魔物 Kotoba wo hanasu mamono) - 015. Draht (jap. ドラート Dorāto) - 016. Zabójstwo strażnika (jap. 衛兵殺し Eihei goroshi) - 017. Frieren Odsyłająca do Grobu (jap. 葬送のフリーレン Sōsō no furīren)                                                                             |                      |                        |                      |                        |
| 3 | 18 grudnia 2020      | ISBN 978-4-09-850285-1 | 26 września 2023     | ISBN 978-83-8257-258-2 |
| Lista rozdziałów - 018. Nieśmiertelna armia (jap. 不死の軍勢 Fushi no gunzei) - 019. Atak z zaskoczenia (jap. 急襲 Kyūshū) - 020. Technika mistrza (jap. 師匠の技 Shishō no waza) - 021. Tchórz (jap. 卑怯者 Hikyō-sha) - 022. Szale Posłuszeństwa (jap. 服従の天秤 Fukujū no tenbin) - 023. Zwycięstwo i pochówek (jap. 勝利と弔い Shōri to tomurai) - 024. Marzenie elfa (jap. エルフの願望 Erufu no ganbō) - 025. Wioska Miecza (jap. 剣の里 Ken no sato) - 026. Podarek dla wojownika (jap. 戦士への贈り物 Senshi e no okurimono) - 027. Kapłan ze zwyczajnej wioski (jap. 平凡な村の僧侶 Heibonna mura no sōryo)                                                               |                      |                        |                      |                        |
| 4 | 17 marca 2021        | ISBN 978-4-09-850490-9 | 21 listopada 2023    | ISBN 978-83-8257-321-3 |
| Lista rozdziałów - 028. Żal kapłana (jap. 僧侶と後悔 Sōryo to kōkai) - 029. Idealny dorosły (jap. 理想の大人 Risō no otona) - 030. Lustrzany lotos (jap. 鏡蓮華 Kagami renge) - 031. Kwiat chaosu (jap. 混沌花 Konton hana) - 032. Ród Ordenów (jap. オルデン家 Oruden-ka) - 033. Staruszek Voll (jap. フォル爺 Foru jī) - 034. Posągi bohaterów (jap. 英雄の像 Eiyū no zō) - 035. Powód, żeby wyruszyć w drogę (jap. 旅立ちのきっかけ Tabidachi no kikkake) - 036. Oparcie (jap. 心の支え Kokoro no sasae) - 037. Egzamin na pierwszą klasę (jap. 一級試験 Ikkyū shiken) |                      |                        |                      |                        |
| 5 | 16 lipca 2021        | ISBN 978-4-09-850634-7 | 31 stycznia 2024     | ISBN 978-83-8257-371-8 |
| Lista rozdziałów - 038. Stille (jap. 隕鉄鳥 In tetchō) - 039. Plan wchodzi w życie (jap. 捕獲作戦始動 Hokaku sakusen shidō) - 040. Magia pozwalająca schwytać ptaka (jap. 鳥を捕まえる魔法 Tori o tsukamaeru mahō) - 041. Chwila na nabranie odwagi (jap. 覚悟のための時間 Kakugo no tame no jikan) - 042. Powód, żeby walczyć (jap. 戦う理由 Tatakau riyū) - 043. Przywilej (jap. 特権 Tokken) - 044. Przechwycić Stille (jap. 隕鉄鳥奪還 In tetchō dakkan) - 045. Magia kontrolująca wodę (jap. 水を操る魔法 Mizu o ayatsuru mahō) - 046. Jeszcze lepszy smak (jap. もっと美味しい味 Motto oishī aji) - 047. Fern i słodkie wypieki (jap. フェルンと焼き菓子 Ferun to yaki kashi) |                      |                        |                      |                        |
| 6 | 18 listopada 2021    | ISBN 978-4-09-850728-3 | 29 marca 2024        | ISBN 978-83-8257-395-4 |
| Lista rozdziałów - 048. Ruiny królewskiego mauzoleum (jap. 零落の王墓 Reiraku no ō bo) - 049. Labirynt i magiczne artefakty (jap. 迷宮と魔道具 Meikyū to ma dōgu) - 050. Spiegel (jap. 水鏡の悪魔 Mizukagami no akuma) - 051. Walka w labiryncie (jap. 迷宮戦闘 Meikyū sentō) - 052. Narada bitewna (jap. 作戦会議 Sakusen kaigi) - 053. Czas ludzi (jap. 人間の時代 Ningen no jidai) - 054. Reelseiden (jap. 大体なんでも切る魔法 Daitai nan demo kiru mahō) - 055. Koniec drugiego egzaminu (jap. 第二次試験終了 Dai nijishiken shūryō) - 056. Różdżka Fern (jap. フェルンの杖 Ferun no tsue) - 057. Trzeci egzamin (jap. 第三次試験 Daisanji shiken)                             |                      |                        |                      |                        |
| 7 | 17 marca 2022        | ISBN 978-4-09-850876-1 | 25 czerwca 2024      | ISBN 978-83-8257-446-3 |
| Lista rozdziałów - 058. Intuicja Serie (jap. ゼーリエの直感 Zērie no chokkan) - 059. Drobne przysługi (jap. 小さな人助け Chīsana hitodasuke) - 060. Dalsza podróż i rozstanie (jap. 旅立ちと別れ Tabidachi to wakare) - 061. Kryształ blokujący magię (jap. 封魔鉱 Fū ma kō) - 062. Sens podróży (jap. 旅立ちの理由 Tabidachi no riyū) - 063. Wojownik z Południa (jap. 南の勇者 Minami no yūsha) - 064. Demon z mieczem (jap. 剣の魔族 Ken no mazoku) - 065. Sekretne gorące źródło w górach Etwas (jap. エトヴァス山の秘湯 Etovuasu yama no hitō) - 066. Miejsca, które lubi (jap. 好きな場所 Sukinabasho) - 067. Spokojne chwile (jap. 穏やかな時間 Odayakana jikan)             |                      |                        |                      |                        |
| 8 | 17 czerwca 2022      | ISBN 978-4-09-851148-8 | 28 sierpnia 2024     | ISBN 978-83-8257-514-9 |
| Lista rozdziałów - 068. Płaskowyż Północny (jap. 北部高原 Hokubu kōgen) - 069. Boshaft (jap. 皇帝酒 Kōtei sake) - 070. Kompania Norm (jap. ノルム商会 Norumu shōkai) - 071. Zlecenie eksterminacji (jap. 討伐依頼 Tōbatsu irai) - 072. Generał (jap. 将軍 Shōgun) - 073. Nagła konfrontacja (jap. 遭遇戦 Sōgū-sen) - 074. Boski Revolte (jap. 神技のレヴォルテ Kamiwaza no Revuorute) - 075. Erilfrachte (jap. 霧を晴らす魔法 Kiri o harasu mahō) - 076. Rozstrzygnięcie (jap. 決着 Ketchaku) - 077. Stado smoków (jap. 竜の群れ Ryū no mure) |                      |                        |                      |                        |
| 9 | 15 września 2022     | ISBN 978-4-09-851260-7 | 25 października 2024 | ISBN 978-83-8257-567-5 |
| Lista rozdziałów - 078. Jezioro Korridor (jap. コリドーラ湖 Koridōra mizūmi) - 079. Wielki Kanion Tor (jap. トーア大峡谷 Tōa dai kyōkoku) - 080. Święte śnieżne kryształy (jap. 聖雪結晶 Hijiri yukigesshō) - 081. Złota Kraina (jap. 黄金郷 Ōgonkyō) - 082. Diagoldze (jap. 万物を黄金に変える魔法 Banbutsu o kogane ni kaeru mahō) - 083. Kamienne bransolety posłuszeństwa (jap. 支配の石環 Shihai no sekikan) - 084. Zuchwalcy (jap. 命知らず Inochishirazu) - 085. Zła wola (jap. 悪意 Akui) - 086. Dyskusja (jap. 話し合い Hanashiai) - 087. Zympatia (jap. 好意 Kōi) |                      |                        |                      |                        |
| 10 | 16 marca 2023        | ISBN 978-4-09-851771-8 | 30 stycznia 2025     | ISBN 978-83-8257-620-7 |
| Lista rozdziałów - 088. Solitär (jap. ソリテール Soritēru) - 089. Poczucie winy (jap. 罪悪感 Zaiaku-kan) - 090. Glück (jap. グリュック Guryukku) - 091. Scena (jap. 表舞台 Omote butai) - 092. Upadek Weise (jap. ヴァイゼの終焉 Vuaize no shūen) - 093. Wielka bariera (jap. 大結界 Dai kekkai) - 094. Analiza (jap. 解析 Kaiseki) - 095. Bezimienny wielki demon (jap. 無名の大魔族 Mumei no daimazoku) - 096. Mistrz i uczeń (jap. 師弟 Shitei) - 097. Obserwacja (jap. 観測 Kansoku) |                      |                        |                      |                        |
| 11 | 15 września 2023     | ISBN 978-4-09-852769-4 | 28 marca 2025        | ISBN 978-83-8257-691-7 |
| Lista rozdziałów - 098. Kara (jap. 報い Mukui) - 099. Atak i obrona (jap. 攻防 Kōbō) - 100. Podstawowe umiejętności maga (jap. 魔法使いの基礎 Mahōtsukai no kiso) - 101. Punkt zwrotny (jap. 打開策 Dakaisaku) - 102. Remis (jap. 相打ち Aiuchi) - 103. Czas zapłaty (jap. 報いの時 Mukui no toki) - 104. Odwiedziny na grobie (jap. 墓参り Hakamairi) - 105. Golem (jap. ゴーレム Gōremu) - 106. Smok niebiańskich szczytów (jap. 天脈竜 Ten myaku ryū) - 107. Stela bogini (jap. 女神の石碑 Megami no sekihi) |                      |                        |                      |                        |
| 12 | 18 grudnia 2023      | ISBN 978-4-09-853030-4 | —                    |                        |
| Lista rozdziałów - 108. Saikai (jap. 再会) - 109. Zanei no tsaruto (jap. 残影のツァルト) - 110. Yūsha ikkō (jap. 勇者一行) - 111. Goei irai (jap. 護衛依頼) - 112. Shinrai (jap. 信頼) - 113. Kōgoku ryū (jap. 皇獄竜) - 114. Yūsha no tsurugi (jap. 勇者の剣) - 115. Shinyū (jap. 親友) - 116. Kikan no mahō (jap. 帰還の魔法) - 117. Kiseki no gensō (jap. 奇跡の幻想) |                      |                        |                      |                        |
| 13 | 17 kwietnia 2024     | ISBN 978-4-09-853233-9 | —                    |                        |
| Lista rozdziałów - 118. Fiaratōru (jap. フィアラトール) - 119. Omoide (jap. 思い出) - 120. Kyozō no eiyū (jap. 虚像の英雄) - 121. Kaidō no mamono (jap. 街道の魔物) - 122. Titan jōsai (jap. ティタン城塞) - 123. Ganbatte kita akashi (jap. 頑張ってきた証) - 124. Kagenaru senshi (jap. 影なる戦士) - 125. Kazoku (jap. 家族) - 126. Aratana ninmu (jap. 新たな任務) - 127. Kaishū ninmu (jap. 回収任務) |                      |                        |                      |                        |
| 14 | 18 marca 2025        | ISBN 978-4-09-854017-4 | —                    |                        |
| Lista rozdziałów - 128. Madō tokumutai (jap. 魔導特務隊) - 129. Teikoku no kage (jap. 帝国の影) - 130. Suimenka (jap. 水面下) - 131. Dasshutsu (jap. 脱出) - 132. Tsuiseki (jap. 追跡) - 133. Ginka (jap. 銀貨) - 134. Gyaku tanchi (jap. 逆探知) - 135. Zenshōsen (jap. 前哨戦) - 136. Saikai (jap. 再会) - 137. Gekitai (jap. 撃退) |                      |                        |                      |                        |